# Jean-Pierre Coopman
Jean-Pierre Coopman (Ingelmunster, 11 juli 1946) is een voormalig Belgisch bokser die in 1976 internationale belangstelling kreeg vanwege zijn titelkamp tegen Muhammad Ali, die hij verloor.

## Biografie

### Jeugd
Coopmans vader overleed in 1954 waardoor zijn moeder van 's ochtends tot 's avonds in een schoenfabriek werkte en de kinderen op boerderijen gingen werken om aardappels te rooien en bonen te trekken. Coopman zou later steenkapper bij de firma Monument Vandekerckhove worden.

### Vroege carrière
Dat Coopman ooit tegen de grootste bokser van zijn tijd zou vechten, leek ondenkbaar. Hij was een roker en begon pas op zijn 25e, in 1971, met boksen. Coopman was bevriend met Gilbert Monteyne, Belgisch amateurkampioen bij de zwaargewichten en begeleidde hem tijdens zijn trainingen. Toen hij tijdens een tentoonstelling in Rumbeke ten voordele van weeskinderen, Monteynes tegenstander niet kwam opdagen, sprong Coopman voor hem in. Na nog zo'n exhibitie in Izegem stapte Coopman op manager Karel De Jager af en doofde de sigaret voor zijn neus. Hij beloofde gezond te leven als hij hem aan een boksvergunning kon helpen. Via De Jager werkte Coopman zich naar de top. Hij maakte zijn profdebuut op 20 februari 1972 tegen de Duitser Norbert Suehrig. Hij versloeg in de volgende jaren meerdere topboksers waaronder: Rocky Campbell, Jan Lubbers, Terry Daniels en Adriano Rosati en stond voor hij het wist in 1976 15e op die lijst. Coopman verklaart zijn succes aan het feit dat De Jager hem tegen deze boksers plaatste wanneer ze in een zwakke periode zaten. Ali, die net een zwaar gevecht tegen Joe Frazier achter de rug had, zocht een iets makkelijker opponent en vond die in Coopman.

### Coopman vs. Ali
Volgens Jan Van den Berghe (De Morgen van 28 januari 2008) behoorde Jean-Pierre Coopman op dat moment tot de tien beste zwaargewichtboksers van Europa, omdat het aanbod niet groot was. De besten zaten achter het IJzeren Gordijn: staatsamateurs die geen beroepsbokser konden worden. Als bokser was hij beperkt maar resistent: hij maakte van elke kamp een slijtageslag. Zo overwon hij menig tegenstander.
Coopman begon de voorbereiding voor de wedstrijd tegen onvoorstelbare druk en weinig vertrouwen van de media in zijn mogelijke overwinning. Een journalist merkte op dat Coopman zijn sponsor Flandria behalve op zijn boxershort beter op zijn schoenzolen kon zetten, zodat ze tenminste zeker in beeld zouden komen. De Belg kreeg de bijnaam De Leeuw van Vlaanderen, maar Ali noemde Coopman smalend "a sweet little pussycat". In de Amerikaanse media had men inmiddels het valse gerucht verspreid dat Coopman een racist was. Daarom was Ali extra agressief tegen hem. Coopman wist de roddel de kop in te drukken door de bokslegende bij hun eerste ontmoeting te omhelzen. Coopman ontdekte later dat de organisatie achter de roddels zat. Toch bleef Ali verbaal uithalen naar Coopman. Zo zei hij voor de camera's dat de zenders nooit al hun reclamespots zouden kunnen uitzenden omdat de wedstrijd er simpelweg niet lang genoeg voor zou duren.
Op 20 februari 1976 vond de match plaats in het San Clemente-stadion in San Juan, Puerto Rico. De wedstrijd duurde vijf rondes (in tijd uitgedrukt: 14 minuten en 46 seconden). In de vijfde ronde gaf Ali hem stoten op zijn hoofd die hem deden neergaan. Coopman gaf op om te vermijden dat hij er fysiek onherstelbaar letsel aan zou overhouden. Ali noemde hem achteraf een "gentleman".
Een hardnekkig gerucht over de match is dat de film Rocky (1976) met Sylvester Stallone op het gevecht geïnspireerd was. Dat is vrijwel zeker onwaar.

### Verdere carrière
Een jaar later bokste hij tegen Jose Manuel Urtain in het Sportpaleis voor de vacante Europese titel (EBU), hij won na vier rondes door een KO. Hij verloor twee maanden later de titel alweer na verlies op punten tegen Lucien Rodriguez. In november probeerde hij de titel opnieuw te veroveren maar ditmaal tegen Alfredo Evangelista die in september had gewonnen van Rodriguez, hij verloor door een KO in de eerste ronde. In 1978 verloor hij een kamp om de Belgische titel bij de zwaargewichten van Rudy Gauwe op punten. Hij vocht op 16 mei 1981 zijn laatste wedstrijd tegen Dragomir Milo Popovic, hij verloor door technische KO in de vijfde ronde. Hij keerde nog eenmaal terug in de ring tegen Freddy De Kerpel in 1999, de match eindigde op een gelijkspel.

### Na bokscarrière
Coopman verdiende 4 miljoen frank met zijn match. Hij investeerde het geld in "De Beurze", een café in Roeselare dat door wanbeheer over de kop ging.
In 1995 deed hij een boksmatch tegen Freddy De Kerpel in de film Camping Cosmos.
Coopman schilderde ook olieverfschilderijen van beroemde boksers. In Geraardsbergen staat een standbeeld van zijn hand van de Belgische bokser Cyriel Delannoit.
In 2005 eindigde hij op nr. 509 in de Vlaamse versie van De Grootste Belg, buiten de officiële nominatielijst.
Bij de campagne voor de Vlaamse verkiezingen van juni 2009 leende Coopman zich voor affiches van de partij Vlaams Belang met de leus "Vlaanderen moet een vuist leren maken".
Hij kreeg in 2019 een Lifetime Boxing Award op het boksgala van Roeselare.

## Trivia
- Coopman is de oom van Martijn Teerlinck.[7]
- In 2008 reed Coopman door een rood verkeerslicht achterin op een wagen. Hij kon geen rijbewijs, verzekering of identiteitspapieren voorleggen en had 1,93 promille alcohol in zijn bloed. Voor het dronken rijden kreeg hij een rijverbod en een geldboete.
- In 2009 werd hij veroordeeld voor partnergeweld nadat hij zijn vriendin geslagen had onder invloed van alcohol.[8][9]
- In 2011 kwamen hij en zijn vrouw in het nieuws na een veroordeling voor oplichting.[8]

## Bron
Interview met Jean-Pierre Coopman in Humo 3415, p. 50-55, 14 februari 2006.